# Morumbi (São Paulo)

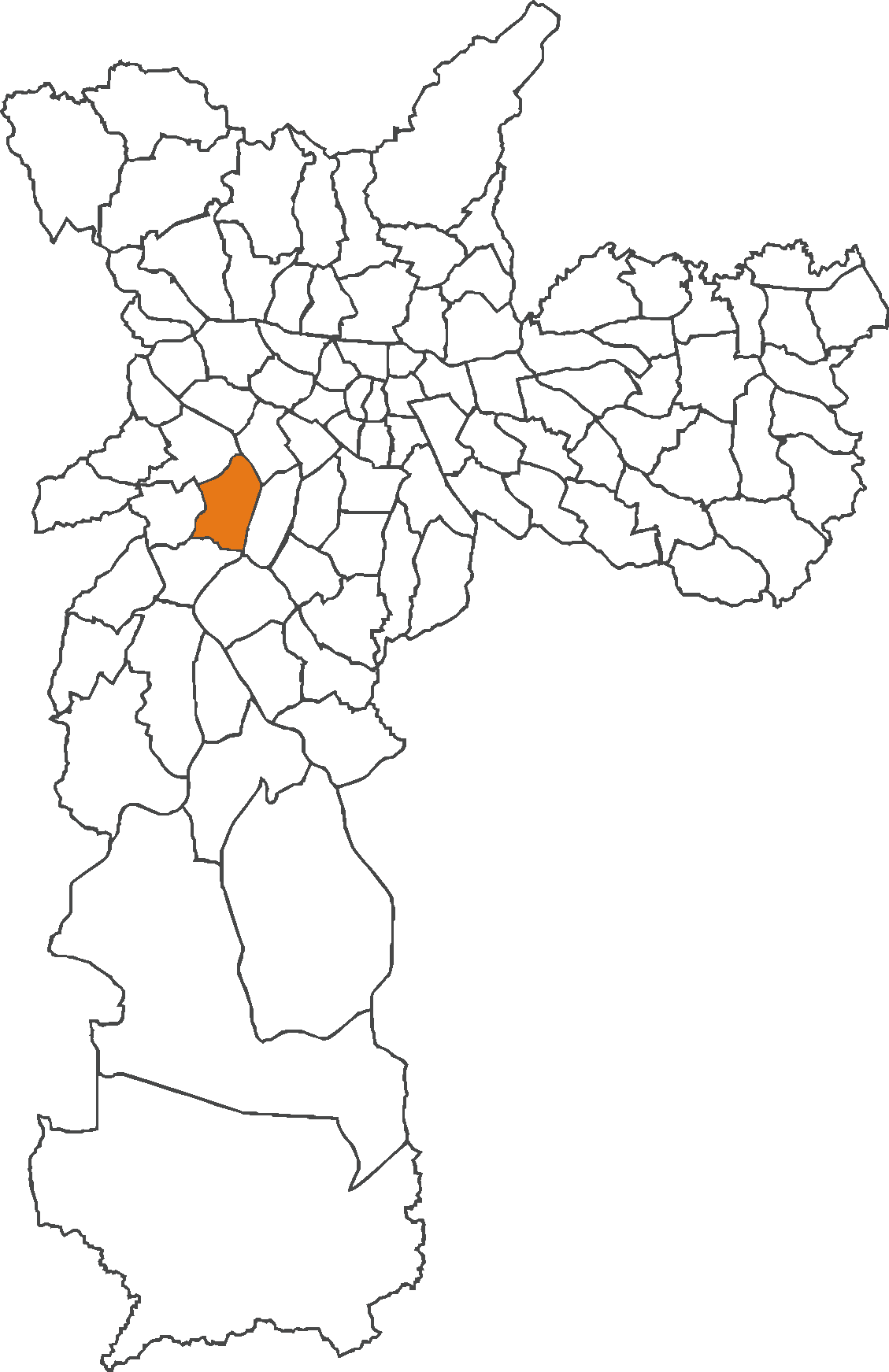
Lage des Distrikts in São Paulo.

Morumbi ist ein Distrikt von São Paulo, der Gemeindeverwaltung  der Subpräfektur Butantã zugehörig, und liegt in der Region Oeste (Westen) der Stadt. Laut Volkszählung 2010 lebten dort auf einer Fläche von 11,4 km² 46.957 Personen. Im Osten stellt der Pinheiros-Fluss die Grenze dar.
Toponymie: Der Name Morumbi bedeutet nach einer von drei Interpretationen „grüner Hügel“ in der Indianersprache Tupí.
Morumbi liegt vom Stadtzentrum von São Paulo zwischen 12 und 15 km entfernt. Es grenzt an die Stadtteile von Vila Sônia, Campo Limpo, Vila Andrade, Itaim Bibi, Pinheiros und Butantã. Innerhalb Morumbis gibt es die Viertel Vila Progredior, Caxingüi, Jardim Guedala, Cidade Jardim, Real Parque, Vila Morumbi, Paineiras do Morumbi, Jardim Panorama, Jardim Sílvia, Vila Tramontano und Paraisópolis.
Gemessen an den Rankings der Immobilienmakler ist Morumbi weiterhin der reichste Stadtteil, trotz der Favela Paraisópolis. Die Nähe einiger Favelas haben Kriminalität und Gewalt, im Vergleich zu anderen Stadtteilen wie Higienópolis, Jardins und Alto de Pinheiros, ansteigen lassen.
In Morumbi befinden sich u. a.:
- der Sitz des Gouverneurs des Bundesstaates São Paulo, der Palácio dos Bandeirantes
- die Schule Colégio Visconde de Porto Seguro mit deutschem Zweig,
- die amerikanische Schule Escola Graduada
- das Estádio Cícero Pompeu de Toledo (Morumbi-Stadion), des FC São Paulo
- der Jockey Club de São Paulo
- das Hospital Israelita Albert Einstein, eines der bedeutendsten Krankenhäuser der Stadt,
- der Friedhof Cemitério do Morumbi (Ruhestätte von  u. a. Ayrton Senna und Elis Regina)

## Bilder

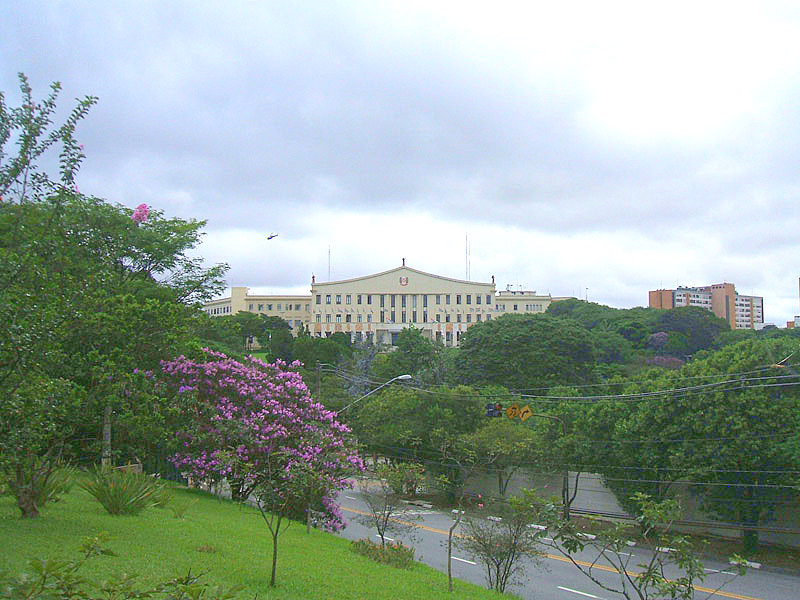
Palácio dos Bandeirantes
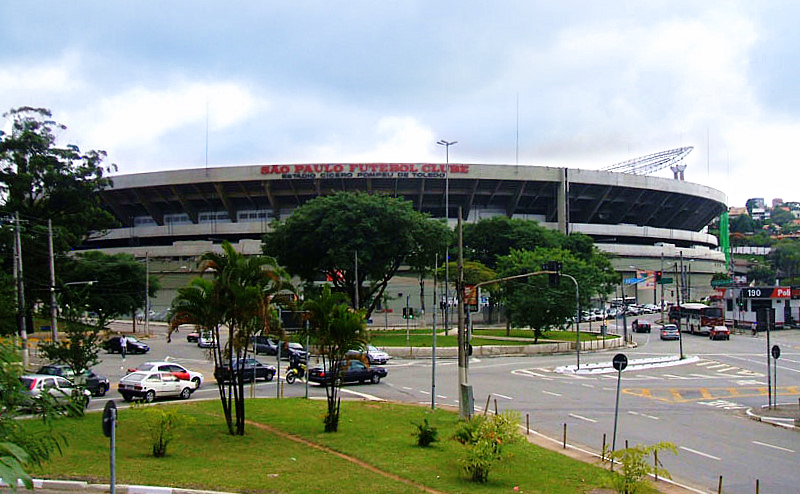
Morumbi-Stadion, offiziell Estádio Cícero Pompeu de Toledo
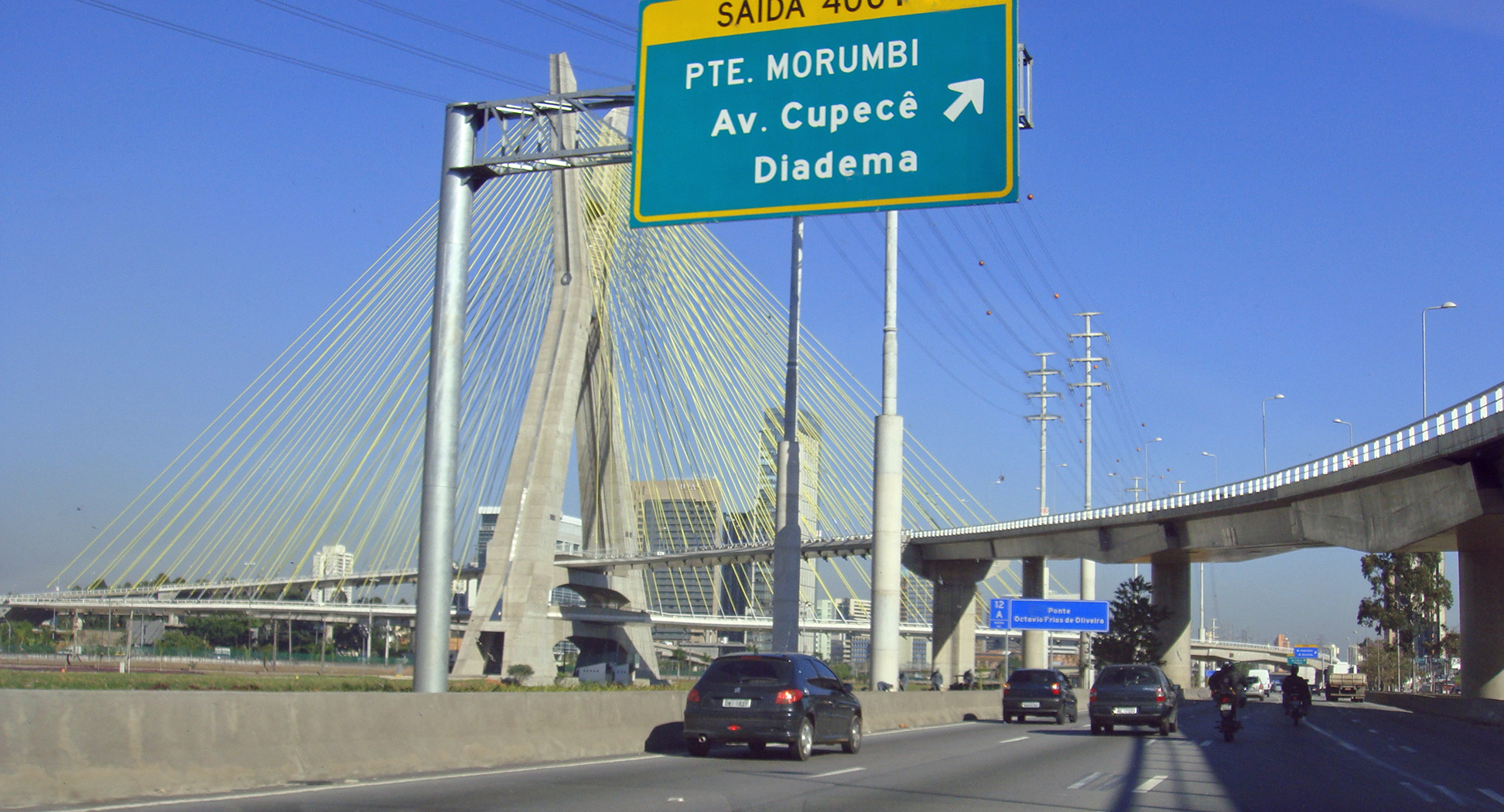
Octavio Frias de Oliveira Brücke über den Rio Pinheiros
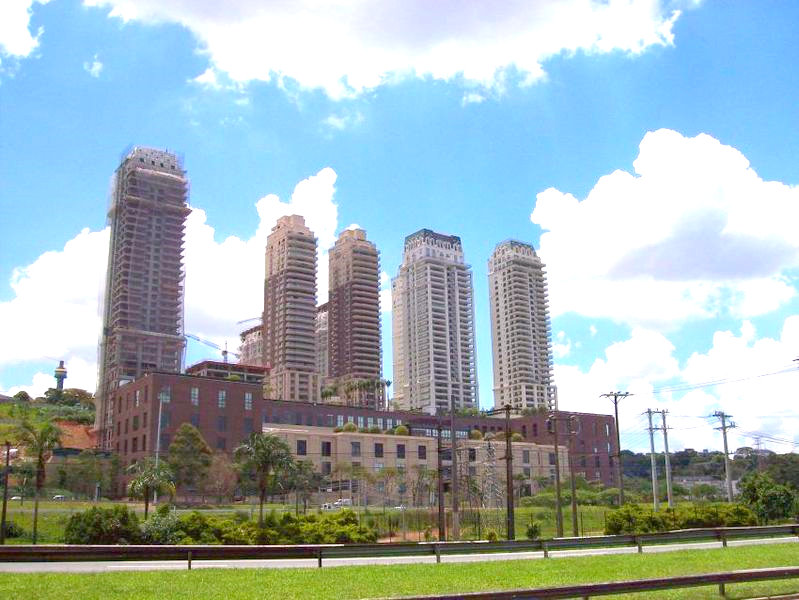
Cidade Jardim  - 2008 erbaute 158 Meter hohe Edelwohnsilos in Jardim Panorama
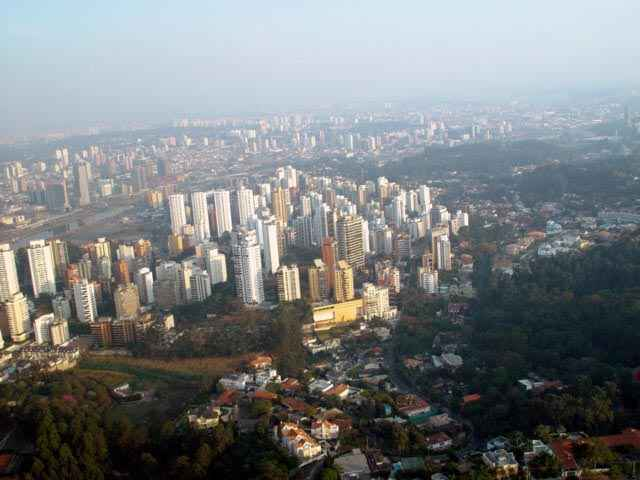
Viertel Real Parque
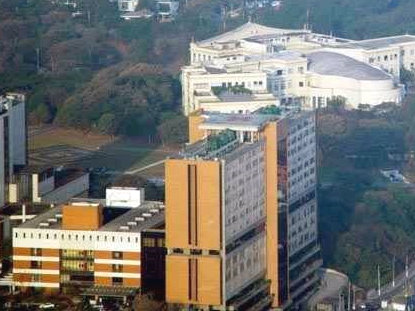
Hospital Israelita Albert Einstein (Hintergrund: Palácio dos Bandeirantes)